# Clintonville (Wisconsin)
Clintonville is een plaats (city) in de Amerikaanse staat Wisconsin, en valt bestuurlijk gezien onder Waupaca County.

## Demografie
Bij de volkstelling in 2000 werd het aantal inwoners vastgesteld op 4736. In 2006 is het aantal inwoners door het United States Census Bureau geschat op 4473, een daling van 263 (-5,6%).

## Geografie
Volgens het United States Census Bureau beslaat de plaats een oppervlakte van 11,1 km², waarvan 10,9 km² land en 0,2 km² water.

## Plaatsen in de nabije omgeving

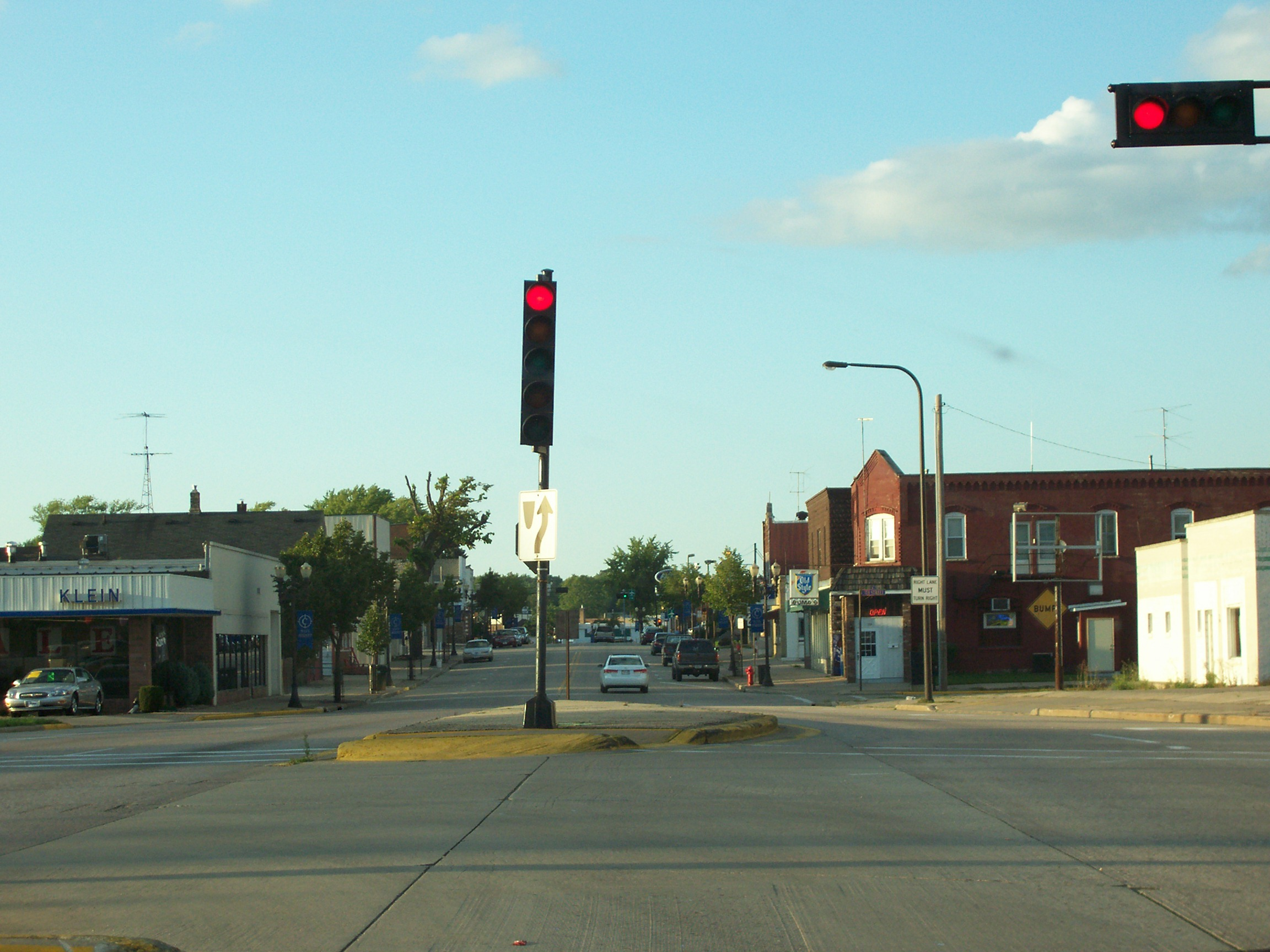
Clintonville, Wisconsin (2007)

De onderstaande figuur toont nabijgelegen plaatsen in een straal van 24 km rond Clintonville.